# Перчуново
Перчуно́во (укр. Перчунове) — село в Песчанобродской сельской общине Новоукраинского района Кировоградской области Украины.
До 2020 года входило в Добровеличковский район
Население по переписи 2024 года составляло 534 человек. Почтовый индекс — 27043. Телефонный код — 5253. Занимает площадь 2,08 км². Код КОАТУУ — 3521784801.